# Оклопни воз (филм)
„Оклопни воз” је југословенски кратки филм из 1962. године. Режирао га је Ото Денеш који је написао и сценарио.

## Улоге
| Глумац            | Улога      |
| ----------------- | ---------- |
| Душан Јанићијевић |            |
| Иван Јонаш        |            |
| Мића Орловић      |            |
| Никола Поповић    |            |
| Јанез Врховец     | Машиновођа |